# Will Harvey's Zany Golf
Will Harvey's Zany Golf is een computerspel dat werd ontwikkeld door Sandcastle en uitgebracht door Electronic Arts. Het spel kwam in 1988 uit voor een aantal homecomputers. Het spel kent negen golfbanen. Met de muis kan de richting en kracht van de slag bepaalt worden. Het spel kan met maximaal vier personen gespeeld worden. De golfbanen worden isometrisch weergegeven.

## Platforms
| Jaar | Platform                         |
| ---- | -------------------------------- |
| 1988 | Amiga, Apple IIgs, Atari ST, DOS |
| 1990 | Sega Mega Drive                  |

## Ontvangst
| Beoordeeld door                       | Platform        | Datum         | Score |
| ------------------------------------- | --------------- | ------------- | ----- |
| Computer and Video Games (CVG)        | Amiga           | december 1990 | 88%   |
| Zzap!                                 | Amiga           | april 1989    | 81%   |
| CU Amiga                              | Amiga           | april 1989    | 80%   |
| Atari ST User                         | Atari ST        | mei 1989      | 80%   |
| Mean Machines                         | Sega Mega Drive | november 1990 | 74%   |
| Power Play                            | Amiga           | 1989          | 72%   |
| Power Play                            | DOS             | maart 1989    | 69%   |
| ACE (Advanced Computer Entertainment) | Atari ST        | april 1989    | 69%   |
| Oberoende COMputer (S)                | Amiga           | 27 april 1989 | 60%   |
| Power Play                            | Sega Mega Drive | maart 1991    | 57%   |